# 廣州公車721路
广州公交721路是由广州公交集团第二公共汽车有限公司运营的公交线路，于2011年至2015年间往来神山总站和南浦村总站，于2021年复行至今，并调整为神山总站环线。

## 历史
二汽公司曾在2011年6月29日开通721路，当时线路从神山总站出发，经神山大道西、神山珠水路、135乡道、117县道、罗溪中路和罗溪路，抵达南浦村总站，返程路线大致相同，沿途停靠神山总站、雄丰路口站、井岗村口站、井岗大道南街口站、井岗大道北街口站、井岗村委站、井岗大道北街站、罗溪中路站、罗溪村委站、罗溪路站和南浦村总站；该线路于2015年12月12日起并入829路，成为829路的神山站至南浦村总站区段，方便白云区江高镇茅山新庄及聚龙村市民出行。
新721路于2021年11月28日开通，从神山总站出发，经神山大道、两潭公路和石南路，过峡石大桥后停靠峡石村后，原路返回神山总站，实质上是往返于神山总站和峡石村，并途径江高镇两上村、两下村、杨山村和峡石村的通勤线路，为偏远村落提供接驳医院、学校等地的便捷出行服务。